# Сравнение эсперанто и идо
Эта статья — попытка продемонстрировать главные различия между эсперанто и идо — двумя плановыми языками, которые имеют схожие истории, но различные пути.
Идо был создан в начале 20-го столетия после раскола в эсперанто-сообществе. Один лагерь составили те, кто утверждал, что эсперанто имеет существенные недостатки, мешающие ему стать международным вспомогательным языком. Другие же полагали, что эсперанто достаточно хорош как есть, и что бесконечные реформы языка только обессилят его.
Языки также являются близкими, и в некоторой мере взаимопонятными. Это можно использовать в литературе: к примеру, при переводе литературного произведения, в котором присутствует диалог на различных диалектах одного языка, эсперанто и идо могут представлять различные диалекты. Так же, как диалекты служат источником новых слов в этнических литературных языках, так и идо даёт многие неологизмы для эсперанто (главным образом в поэзии заменой «длинных» слов с префиксом mal-).

## Лингвистическое сравнение
Эсперанто базируется на основах эсперанто Л. Л. Заменгофа, грамматику идо разъясняет Kompleta Gramatiko Detaloza di la Linguo Internaciona Ido Луи де Бофрона.

### Морфология
Морфология — одно из самых больших различий между двумя языками. Оба языка имеют общие правила, касающиеся существительных (имеют окончание -о), прилагательных (имеют окончание -а), причастий (которые оканчиваются на -е) и многие иные стороны. Однако отношения между существительными, глаголами и прилагательными перенесли многие изменения в идо, и базировались на принципе обратимости.
В обоих языках можно видеть прямое взаимоотношение между словами multa и multo путём прямой замены окончания прилагательного -а на окончание существительного -о, и наоборот.
Несколько меньшие различия включает потеря согласований прилагательных, и замена множественного числа агглютинативного -j добавляет к концу слова синтетическую замену окончания -o и -i. Так, эсперантские «belaj hundoj» становятся в идо bela hundi. В идо также отказались от окончания объекта -n. Так, эсперантская фраза «mi amas la belan hundon» в идо звучит как me amas la bela hundo.
Большие различия демонстрируют, однако, образования многих слов. Например, если у существительного «krono» — корона заменить окончание о на глагольное i, то образуется глагол «kroni» — короновать. Однако, если начать с глагола «kroni» и заменить глагольное окончание i на o, чтобы создать существительное, получится не итоговое «коронация», но исходное слово «корона». Это происходит потому, что корень kron- по существу является существительным: окончанием существительного -o просто обозначают то же самое качество, однако глагольным -i обозначают действие сделанное качеством. Чтобы создать название для производства действия, нужно использовать суффикс -ado, который удерживает глагольную идею. Поэтому нужно знать, к какой части речи принадлежит каждый эсперантский корень.
В идо введены несколько суффиксов в попытке прояснить морфологию некоего слова, поэтому корневая часть речи не должна заучиваться наизусть. В этом случае слово krono (с тем же значением, что и в эсперанто), суффикс -izar — «покрывать чем-либо» соединяются, чтобы создать глагол kronizar («короновать»). От этого глагола можно отнять глагольное окончание -ar и добавить окончание существительного -o, чтобы получить слово kronizo — «коронация».
Однако это решает проблему только частично, и нужно знать идоязычную часть речи для других производных и корней. Главной причиной этих различий является то, что идо более открыто влиянию языков латинской группы, а на эсперанто больше влияет славянская семантика. Эта особенность эсперанто была в нём скрыта с самого создания и не проявилась открыто в то время, когда было создано идо.

### Слова
Хотя и эсперанто и идо вместе имеют большое количество общих слов, существует множество важных различий. Идо использует 26 букв латинского алфавита полностью без диакритических знаков. Наоборот, в эсперанто исключены буквы q, w, x и y; и добавлены ĉ, ĝ, ĥ, ĵ, ŝ и ŭ. Кроме этих маловажных буквенных различий, идо является попыткой исправления недостатков эсперанто (разумеется, «недостатков» с позиций сторонников идо).

#### Международность
Создатели идо считали, что большая часть эсперантского словаря не является международно узнаваемой или изменённой без необходимости. Следовательно, идо является попыткой исправить этот недостаток при помощи более «интернациональных» или «более точных» корней. Это может быть неблагоприятным для простоты конструирования эсперантских слов. В представленной ниже таблице указаны некоторые слова из эсперанто и идо, а также из латинского, английского, французского, испанского, португальского и итальянского языков для сравнения.
Примечание: этот список не является исчерпывающим. Большинство представленных в нём языков принадлежит к романской группе, однако славянские языки в таблице отсутствуют.
| эсперанто | идо         | латинский | английский  | французский | испанский    | португальский | итальянский   |
| --------- | ----------- | --------- | ----------- | ----------- | ------------ | ------------- | ------------- |
| bubalo    | bufalo      | bubalus   | buffalo     | buffle      | búfalo       | búfalo        | bufalo        |
| ĉelo      | celulo      | cella     | cell        | cellule     | célula       | célula        | cellula       |
| ĉirkaŭ    | cirkum      | circa     | around      | autour de   | alrededor    | ao redor      | circa         |
| dediĉi    | dedikar     | dedicare  | to dedicate | consacrer   | dedicar      | dedicar       | dedicare      |
| edzo      | spoz(ul)o   | maritus   | husband     | mari        | esposo       | esposo        | sposo         |
| elasta    | elastika    | elasticus | elastic     | élastique   | elástico     | elástico      | elastico      |
| estonteco | futuro      | futurum   | future      | futur       | futuro       | futuro        | futuro        |
| kaj       | e(d)        | e(t)      | and         | et          | y/e          | e             | e(d)          |
| lernejo   | skolo       | schola    | school      | école       | escuela      | eskola        | scuola        |
| limo      | limito      | limes     | limit       | limite      | límite       | limite        | limite        |
| maĉi      | mastikar    | masticare | to chew     | mâcher      | masticar     | mastigar      | masticare     |
| mencii    | mencionar   | mentio    | to mention  | mentionner  | mencionar    | mencionar     | menzionare    |
| nacio     | naciono     | natio     | nation      | nation      | nación       | nação         | nazione       |
| penti     | repentar    | poenitere | to repent   | repentir    | arrepentirse | arrependerse  | pentirsi      |
| ŝipo      | navo        | navis     | ship        | bareau      | barco        | navio         | barca         |
| taĉmento  | detachmento | manus     | detachment  | détachment  | destacemento | destacemento  | distaccamento |
| vipuro    | vipero      | vipera    | viper       | vipère      | víbora       | víbora        | vipera        |

#### Аффиксы
В идо признаётся, что префикс mal- употребляется слишком часто, а также может быть неподходящим, поскольку имеет негативное значение во многих языках, и предлагается des- как альтернатива в ряде случаев. В идо также заменяют этот префикс серией антонимов.

### Коррелятивы
В идо не используют таблицу коррелятивных местоимений, как в эсперанто, а употребляют корни латинского происхождения, так, эсперантское слово kio — «что» в идо заменяется словом quo, эсперантское tie — «там» словом ibe и т. д.

## Имена собственные
В эсперанто не эсперантизируют имена собственные по многим факторам. Большинство европейских имён имеет эквиваленты, так же, как и многие крупные города и все нации. В идо, напротив, оценивают большинство собственных имён как иностранные слова, и не переводят их.